# Single Document Interface
Single Document Interface（シングル・ドキュメント・インタフェース、略称：SDI）は、アプリケーションのウィンドウを単独表示する方式のグラフィカルユーザインタフェースである。SDIウィンドウはそれにとっての親ウィンドウのようなものを持たず、各ウィンドウがそれぞれメニューやツールバーなどを表示する方式である。SDIアプリケーションで複数のファイルを編集する場合、ユーザーはアプリケーションを重複起動して利用する。
また、一見するとSDIと区別がつかないが、1つのアプリケーションプロセス中、親ウィンドウを持たない複数のトップレベルウィンドウを表示する形態をMultiple Top-level Interface (MTI) と呼ぶ。
オペレーティングシステムのタスクバーやマネージャなどに個々のエントリとして表示されることが多いが、複数起動中はまとめて表示される場合もある。例として、Mac OS Xには一時的に全てのウィンドウを一覧するExposéがあった。